# Usina Termelétrica Termomacaé
A Usina Termelétrica Termomacaé é uma usina de energia localizada no município de Macaé, no estado do Rio de Janeiro.

## Histórico
A usina fica localizada no Km 164 da BR 101, em Cabiúnas, distrito de município de Macaé.
A termelétrica iniciou sua operação comercial com o nome de Macaé Merchant, em dezembro de 2001, sob gestão da empresa El Paso Energy. 
Foram realizados investimentos de US$ 600 milhões, sendo construída no âmbito do Programa Prioritário de Termelétricas (PPT), criado pelo Ministério de Minas e Energia (MME) em fevereiro de 2000.
Em agosto de 2002, atingiu a sua plena capacidade.
A Termomacaé foi primeira usina a produzir energia a partir do gás da bacia de Campos.
Em 25 de abril de 2006, a Petrobras adquiriu a empresa El Paso Rio Claro Ltda. (controladora da usina) e esta passou a ser denominada Termomacaé Ltda., uma subsidiária integral da Petrobras. A partir de então a Petrobrás assumiu a gestão da operação da Usina Termelétrica.
Em janeiro de 2007, ganhou a denominação Usina Termelétrica Mário Lago.

## Capacidade energética
A Termomacaé tem potência instalada de 923 MW, com 20 turbo geradores, modelo LM-6000 do fabricante GE, movidos a gás natural.
É a segunda maior termelétrica da Petrobras, atrás apenas da Usina Termelétrica TermoRio, e uma das maiores do estado.